# Colocasiomyia alocasiae
Colocasiomyia alocasiae är en tvåvingeart som först beskrevs av Toyohi Okada 1975.  Colocasiomyia alocasiae ingår i släktet Colocasiomyia och familjen daggflugor. Inga underarter finns listade i Catalogue of Life.